# Puente del Garigliano
El puente del Garigliano (del francés: Pont du Garigliano) es un puente ubicado en la ciudad de París, Francia. Sobre el río Sena que une el XV Distrito con el XVI Distrito. El puente debe su nombre al río Garigliano escenario de la batalla de Montecassino celebrada durante la Segunda Guerra Mundial.

## Historia
Fue construido entre 1963 y 1966.
Antes, y en ese mismo emplazamiento se encontraba el viaducto de Auteuil, una obra de dos pisos, uno usado por el ferrocarril y el otro para vehículos y peatones. Sin embargo, esta obra ofrecía dos problemas: no era capaz de absorber el tráfico de la zona y entorpecía el tráfico fluvial debido al bajo gálibo de navegación.
El nuevo puente es un puente viga con un tablero de acero compuesto por tres partes. Se sujeta en el agua gracias a dos pilas de hormigón situadas cerca de la orilla. Alcanza los 18 metros de altura lo que le convierte en el puente más alto sobre el río a su paso por la capital.
En 2006, el puente fue decorado con una escultura de Frank Gehry llamada Le Téléphone - el Teléfono.